# Dingavis
Dingavis is een geslacht van uitgestorven vogels uit het Vroeg-Krijt van het huidige China, behorend tot de Ornithuromorpha.
Bij Sihedang in Liaoning werd een vogelskelet gevonden. Dat werd verworven door het Institute of Vertebrate Paleontology and Paleoanthropology te Beijing. Het fossiel werd geprepareerd door Li Dahang.

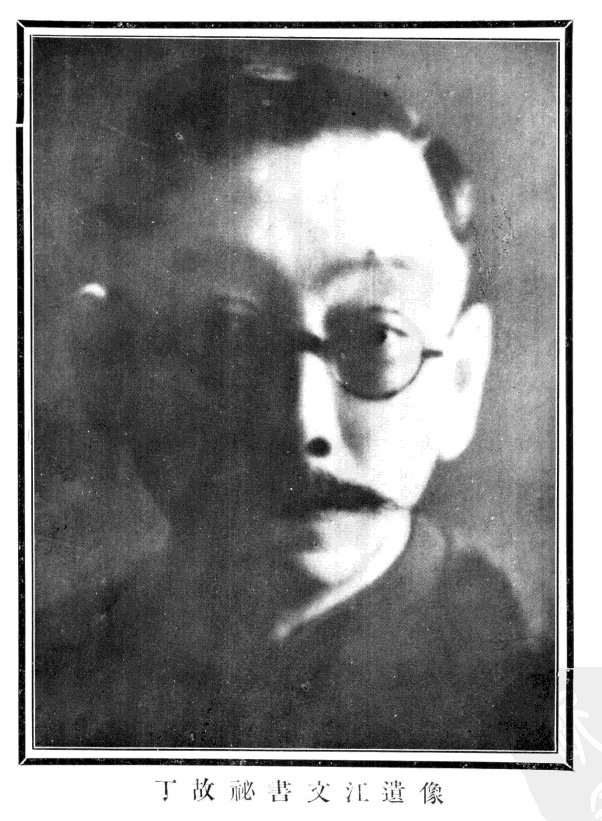
Ding Wenjiang

In 2016 werd de typesoort Dingavis longimaxilla benoemd en beschreven door Jingmai Kathleen O'Connor, Wang Min en Hu Han. De geslachtsnaam verbindt de naam van Ding Wenjiang, de 'Vader van de Chinese Geologie', met een Latijn avis, 'vogel'. De soortaanduiding is afgeleid van het Latijnse longus, 'lang', en maxilla, 'bovenkaaksbeen'.
Het holotype IVPP V20284 is wellicht gevonden in een laag van de Yixianformatie die dateert uit het Aptien. Het bestaat uit een vrijwel volledig skelet met schedel, platgedrukt op een enkele plaat. Het skelet ligt in verband. Rond de nek zijn resten van het verenkleed bewaard gebleven. In de buikholte bevindt zich een opeenhoping van veertig gastrolieten. Het betreft volgens de beschrijvers een volwassen exemplaar.
Het is gesuggereerd dat Changzuiornis en Dingavis jongere synoniemen zijn van de in 2015 benoemde Juehuaornis. Het holotype van Dingavis zou in feite nog niet helemaal volgroeid zijn geweest.
De beschrijvers wisten enkele onderscheidende kenmerken vast te stellen. De snuit maakt 63 tot 65 procent uit van de totale schedellengte. De neergaande tak van het traanbeen is uitgehold aan de achterste buitenzijde. Bovenkaken en onderkaken zijn tandeloos. In de carpometacarpus heeft het tweede middenhandsbeen een lengte die meer dan een kwart bedraagt van die van het opperarmbeen. Het eerste middenhandsbeen is kort, met 13,7 procent van de lengte van het tweede middenhandsbeen. De achterzijde van de tarsometatarsus heeft scherpe binnen- en buitenranden. De achterzijde van de tarsometatarsus is niet uitgehold. Het tweede middenvoetsbeen is veel korter dan het vierde middenvoetsbeen. De onderste gewrichtsvlakken van het tweede en vierde middenvoetsbeen zijn richting achterzijde verschoven. Het onderste gewrichtsvlak van het tweede middenvoetsbeen is sterk schuin naar binnen en voren gericht.
De beschrijving beklemtoont sterk dat de snuit, ondanks de grote lengte, voor het grootste deel uit het bovenkaaksbeen bestaat in plaats van de praemaxilla zoals bij moderne vogels. Dit werd verklaard door de hypothese dat het bovenkaaksbeen de snuit verzwakt zou hebben zodat er een selectiedruk was voor latere vormen om de praemaxilla een groter deel te laten innemen.
De gastrolieten of maagstenen zijn zeer groot met een doorsnede van twee tot vier centimeter.
Dingavis werd basaal in de Ornithuromorpha geplaatst, welke klade voor de gelegenheid opnieuw gedefinieerd werd.
De beschrijvers stelden dat Dingavis met zijn lange snavel op een andere manier naar voedsel gezocht moest hebben dan Iteravis, een vogel die in veel groter aantal bij Sihedang gevonden is, maar deden geen suggesties op welke wijze dan.